# Banisteriopsis sellowiana
Banisteriopsis sellowiana é uma espécie de  planta do gênero Banisteriopsis e da família Malpighiaceae. É uma espécie bem diferentes dos táxons mais próximos (Complexo Banisteriopsis nummifera) pelas suas folhas glabras. Alguns indivíduos de B. nummifera também podem ter folhas glabras. Assim B. sellowiana difere-se desses indivíduos por sua inflorescência com ramos curtos com um número reduzido de flores bem pequenas e seu fruto (samarídeo) contendo pequenas álulas laterais. Essa espécie faz parte de um complexo (Complexo Banisteriopsis nummifera), que apresentam folhas com pecíolos longos apresentando um par de glândulas protuberantes em seu ápice; flores com panículas bem evidentes; frutos (samarídeos) com indumento apresentando tricomas irritantes.

## Taxonomia
Ela faz parte do complexo Banisteriopsis nummifera junto a:
- Banisteriopsis nummifera
- Banisteriopsis sellowiana
- Banisteriopsis anisandra
- Banisteriopsis gardneriana
- Banisteriopsis lyrata

A espécie foi descrita em 1982 por Bronwen Gates.
O seguinte sinônimo já foi catalogado:  
- Banisteria sellowiana  A.Juss.

## Forma de vida
É uma espécie terrícola e trepadeira.

## Conservação
A espécie faz parte da Lista Vermelha das espécies ameaçadas do estado do Espírito Santo, no sudeste do Brasil. A lista foi publicada em 13 de junho de 2005 por intermédio do decreto estadual nº 1.499-R.

## Distribuição
A espécie é endêmica do Brasil e encontrada nos estados brasileiros de Bahia, Espírito Santo e Rio de Janeiro.
A espécie é encontrada no domínio fitogeográfico de Mata Atlântica, em regiões com vegetação de mangue e restinga.